# Facivermis
Facivermis ("robak pochodnia") – enigmatyczny organizm żywy, który zamieszkiwał tereny dzisiejszych Chin (pozostałości znaleziono w Maotianshan Shales) we wczesnym kambrze.

## Anatomia
Facivermis miał robakowate ciało osiągające długość do 55 cm, podzielone na 3 części. Przednia zaopatrzona była w 5 par równej wielkości wyrostków o dwóch rzędach szczecinek wzdłuż brzegów. Środkowa część ciała była wydłużona, pięciokrotnie dłuższa od przedniej czy tylnej. Ta ostatnia przyjmowała kształt gruszki, nosiła 3 rzędy haczyków otaczających odbyt.

## Systematyka
Autorzy opisu Facivermis uznali go za wieloszczeta. Zaproponowano również jego bliskie związki z nietypową linią skorupiaków Pentastomida, co nie wydaje się jednak prawdopodobne. Od czasu jego odkrycia największą ilością argumentów cieszy się jednak teza, że zalicza się on do Lobopodia. Liu et al. porównali go do lepiej poznanego przedstawiciela tej grupy Miraluolishania. Wspomniani autorzy odnotowali również, że gruszkowaty kształt końca ciała wykazuje znaczne podobieństwo do trąby niezmogowców, trzeba by tylko uznać go za przedni, a nie tylny koniec ciała. Prawdopodobny przedstawiciel niezmogowców "Xishania" longiusula znany jest z fragmentarycznych szczątków bardzo przypominających gruszkokształtne zakończenie ciała Facivermis, w związku z czym Huang et al. przypisali "X". longiusula do Facivermis jako drugi gatunek.

## Ekologia
Facivermis był prawdopodobnie drapieżnikiem. Zakotwiczał się on w osadach za pomocą haków dystalnej części ciała, wykorzytująć wyrostki proksymalnej części do chwytania zdobyczy. Jedna ze skamielin obejmuje prawdopodobnie przedstawiciela Bradoriida zachowanego w jelicie drapieżcy.